# Anduze
Anduze este o comună în departamentul Gard din sudul Franței. În 2009 avea o populație de 3.303 de locuitori.

## Evoluția populației
| An        | 1975  | 1982  | 1990  | 1999  | 2006  | 2009  |
| --------- | ----- | ----- | ----- | ----- | ----- | ----- |
| Populație | 2.723 | 2.787 | 2.913 | 3.004 | 3.262 | 3.303 |